# Literatura celta

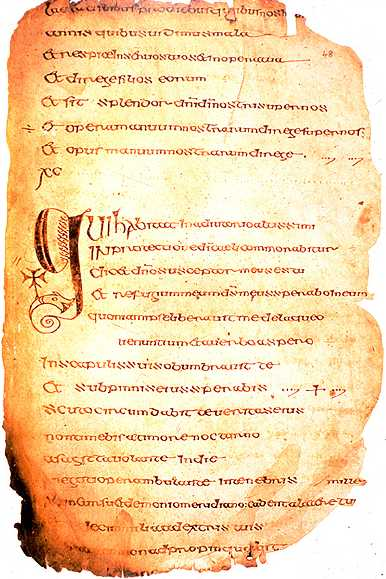
El Cathach de Santa Columba, uno de los más antiguos documentos escritos en idioma celta.

En el ámbito de los estudios celtas el término literatura celta se utiliza para hacer referencias a las obras de literatura escrita en idioma celta, que abarca las lenguas irlandesa, galesa, de Cornualles, manesa, gaélica escocesa y bretona tanto en sus formas modernas o primitivas.
Alternativamente, el término se usa a menudo en un contexto popular para referirse a la literatura que está escrita en un idioma no celta, pero se origina no obstante en las naciones celtas o bien trata personajes o temas identificados como "celtas". Ejemplos de estas literaturas incluyen los romances artúricos medievales escritos en lengua francesa, que se basaron en gran medida en fuentes celtas, o en literatura  moderna escrita en inglés por escritores de origen irlandés, galés, córnico, manés, escocés o bretón. La literatura en escocés y escocés del Ulster también puede incluirse dentro del concepto. En este sentido más amplio, la aplicabilidad del término "literatura celta" puede variar tanto como el uso del término "celta".

## Temas en la literatura celta de romances artúricos
En muchos textos artúricos se puede ver la influencia de la literatura y el folclore celta. Ejemplos de leyendas artúricas con estos componentes son la obra Lanval de María de Francia, la historia de Sir Gawain y el Caballero Verde, y en Perceval o el cuento del Grial. En su obra "Elementos celtas en 'Lanvnal' y Graelent '," Cross afirma que Lanval es una narración medieval llamada "Brenton Lay", que es una obra que contiene temas de la tradición celta. Se dice que Sir Gawain y el Caballero Verde contiene tradiciones de principios del saber irlandés, como la prueba de decapitación. Además de Sir Gawain y El Caballero Verde y Lanval, Perceval o el cuento del Grial contiene una combinación de estos dos temas celtas. Si bien hay otros cuentos cuyos elementos celtas pueden ser examinados, estos tres son probablemente los mejores ejemplos.
Un aspecto muy importante de la literatura celta en "Lanval" es el tema en sí, la historia de una hada amante que se enamora de un mortal. En Lanval, un caballero impopular de la corte se convierte en el amante de una mujer misteriosa y de otro mundo. A pesar de que rompe su promesa de mantener su amor en secreto, finalmente se reúne con ella. Cross afirma que "hace tiempo que se reconoció la importancia del romance medieval de historias celtas que involucran tanto a un hada amante como el Viaje al otro mundo". Si bien nunca se menciona si la amante de Lanval es un hada o no, lo cierto es que claramente es una mujer de origen sobrenatural. Hay un ejemplo similar a la historia de "Lanval" en la historia irlandesa, "Aidead Muirchertaig maic Erca". Una de las únicas diferencias entre las historias irlandesas originales y la de "Lanval" es el hecho de que la historia de Maria de Francia esta cristianizada y en ella se ha borrado cualquier elemento abiertamente pagano. También hay muchos otros ejemplos de un hada amante que otorga favores a un hombre mortal dentro del folclore irlandés. Después de proporcionar varios ejemplos de este tema dentro de la literatura celta temprana, Cross afirma que, "Los ejemplos que se han mencionado demuestran más allá de toda duda que las historias de seres mágicos que anhelan amantes mortales terrestres y que visitan el suelo mortal en busca de sus compañeros existieron en la tradición celta temprana ... ".